# Msida

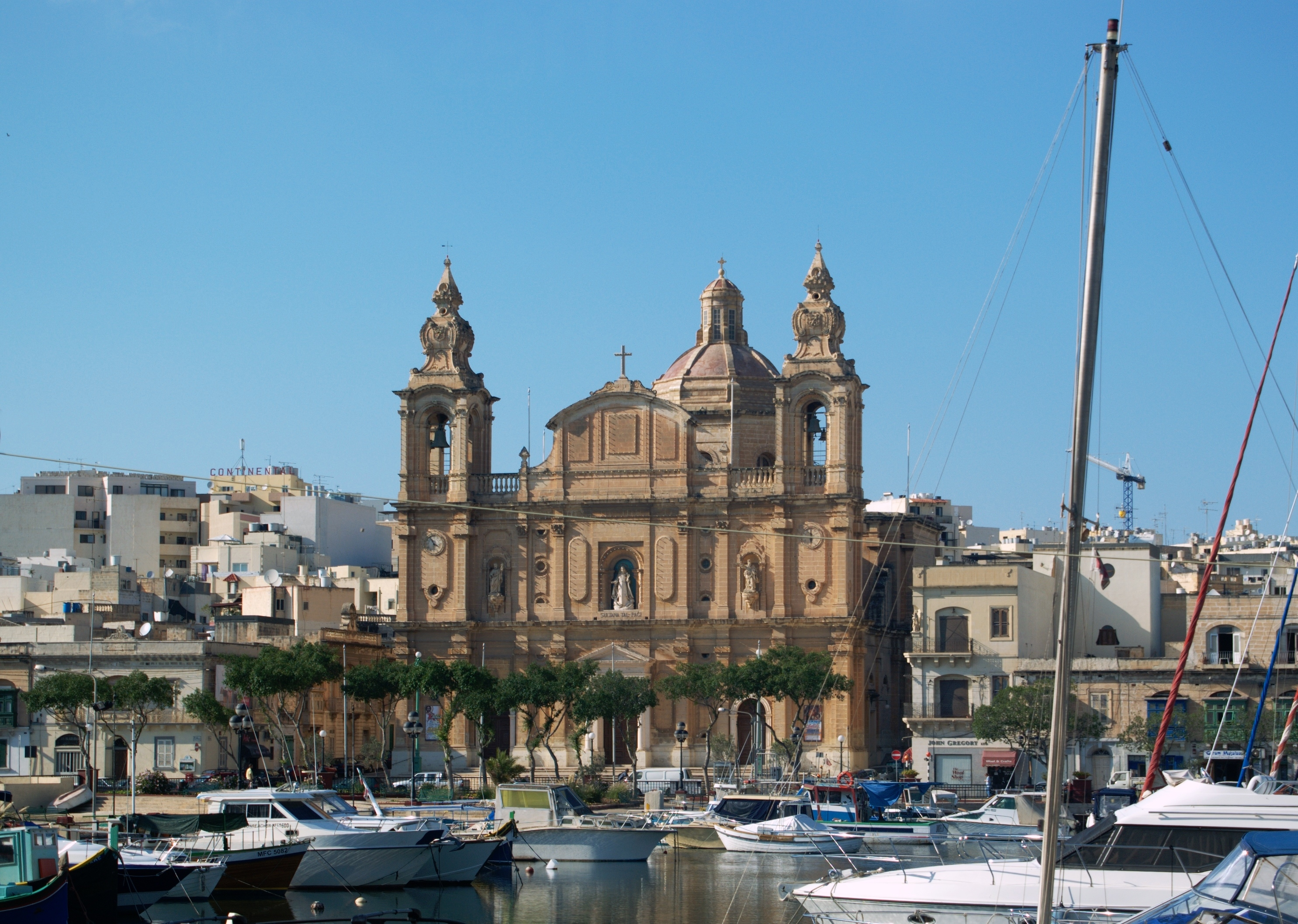
Die Pfarrkirche St. Joseph in Msida

Msida (oder L-Imsida) ist eine Hafenstadt im Nordosten der Insel Malta. Obwohl sie recht klein ist, ist sie eine der wichtigsten Städte in Malta.

## Geschichte
Ihr Name ist von einem arabischen Begriff abgeleitet, das im Deutschen etwa „Wohnort eines Fischers“ bedeutet. Allerdings könnte der Name auch von dem maltesischen Begriff „Omm Sidna“ (dt.: Mutter Gottes) abgeleitet sein, da es früher an dieser Stelle eine kleine Marienkapelle gab.
Msida war früher ein kleines Fischerdorf. Heute ist es verstädtert, aber es gibt dort immer noch einige Fischer.
Msida wurde 1867 eine eigene Gemeinde. Die Siedlung entstand um einige wenige Hütten im Landesinneren an der heutigen Valley Road und einige kleine Straßen und Wege, die hoch zum Gebiet Villambrosa führten. Dieser Zustand dauerte allerdings nicht lange an, da 1881 die neue Kirchengemeinde Ħamrun abgespalten wurde. Heute ist die Villambrosa Street eine stille Erinnerung an Msidas Gerichtsrecht in dieser Gegend. In der Folge gingen Msida weitere Gebiete an neue Gemeinden verloren, so 1918 an Santa Venera, 1968 an Pietà und 1969 an Ta’ Xbiex.
Die Bevölkerung Msidas, die zu den besten Zeiten schon 11.000 Einwohner betragen hatte, sank so wieder auf 6000. Seitdem hat die Bevölkerung – insbesondere durch Siedlungsneubau im Außenviertel Swatar – wieder auf 7600 zugenommen. In Swatar liegt auch das St. Martin’s College, eine führende, private weiterführende Schule.

## Landesnatur
Der untere Teil Msidas liegt am Ausgang eines flachen Trockentales und ist ein Konzentrationspunkt für den Verkehr nach Sliema, Valletta, Birkirkara und zum St. Luke’s Krankenhaus. In Msida findet man außerdem eine alte Felsenkapelle, die der Unbefleckten Empfängnis geweiht ist und in ihrer Art eine Seltenheit ist.
Msida hat – besonders im Winter – mit Überflutungen von See her zu kämpfen, da das Stadtzentrum und die umgebenden Gebiete zum Teil unter Meeresniveau liegen. Ein neues Projekt zur Sammlung von Regenwasser sollte das jährliche Überflutungsproblem in Msida und angrenzenden Städten verbessern. Bei Regen sammelt sich Wasser von höher liegenden Gebieten in dem Trockental und stürzt durch Msida ins Meer. Dadurch werden häufig Überflutungen im Bereich gegenüber der Pfarrkirche St. Joseph bewirkt, die früher den Straßenverkehr behinderten. Vor einigen Jahren wurde die Straße im direkt am Hafen daher um ca. 0,5 m höher gelegt.

## Universität Malta
Die Universität von Malta befindet sich im Ortsteil Tal-Qroqq im westlichen Teil Msidas oberhalb des Stadtzentrums. Ebenfalls besitzt Msida das Giovanni Francesco Abela Junior College und ein staatliches Pflegeheim.

## Krankenhaus
Das neue Krankenhaus Maltas, das „Mater Dei Hospital“, entstand am Rande Msidas und wurde am 29. Juni 2007 eröffnet. Auf einer Geschossfläche von über 250.000 m² sind in über 7000 Räumen unter anderem 906 Betten und 25 Operationssäle untergebracht. Ebenso sind Hörsäle für die Universität von Malta enthalten.
Die ursprünglich geplanten Baukosten beliefen sich auf etwa 116 Mio. Euro und stiegen bis zur Fertigstellung, die sich um drei Jahre verzögert hatte, auf etwa 582 Mio. Euro. Wegen des schlechten Managements stand es bereits während der Bauzeit im Zentrum politischer Diskussionen. Eigentlich war dieses Krankenhaus von der konservativen Regierung (PN) als Spezialklinik geplant, wurde aber mit der Regierungsübernahme der Labour Party zum Zentralkrankenhaus umgewidmet.

## Der Jachthafen von Msida
Im späten 19. Jahrhundert sollte ein Trockendock der britischen Marine im Zentrum des Hafens von Msida in der Nähe des früheren Torpedodepots entstehen. Diesen Plan ließ man bald wieder fallen, stattdessen entstand hier in späteren Jahren ein beliebter Jachthafen, der wegen der entsprechenden Anreize der Regierung seitdem stetig gewachsen ist.
Obwohl dieser Hafen „Jachthafen Msida“ heißt, erstrecken sich viele der Stege und Kais über Msida hinaus in die angrenzenden Städte Pietà, Ta’ Xbiex und Gżira.

## Kultur
Msida feiert das traditionelle Fest des hl. Josef am ersten Sonntag im Juli, obwohl dessen Gedenktag der 19. März ist. Der örtliche Fußballverein, der Msida St. Joseph FC, spielt in der Maltese Premier League.

## Söhne und Töchter
- John Rizzo Naudi (1925–2022), Arzt, Hochschullehrer und Politiker